# Josef Jindřich Šechtl
Josef Jindřich Šechtl (9. května 1877, Tábor – 24. února 1954, tamtéž) byl český fotograf zabývající se zejména fotoreportáží a portrétní fotografií. Po otci Ignácovi zdědil a značně rozšířil fotografické studio Šechtl a Voseček, které se stalo největším na českém jihu.

## Život

### Mládí
Šechtl se narodil v Táboře roku 1877 jako druhé ze tří dětí. Jeho otec Ignác otevřel fotografické studio v Táboře roku 1876, a tak byl Josef Jindřich ovlivňován fotografií už od dětství.
Po skončení základní školy v Táboře začala chlapce zajímat chemigrafie (metody tištění fotografie). V roce 1891, kdy mu bylo 14 let, začal pracovat jako učeň v polygrafické dílně Jana Vilíma v Praze. Po dvou letech v roce 1893 nastoupil jako fotograf ve studiu Františka Krátkého v Kolíně. Krátkého studio se specializovalo na stereoskopii a publikovaní naučných fotografií. Josef Jindřich tak mohl rozvíjet svůj zájem tištění fotografii. Výuční list napsal jeho otec Ignác roku 1906.
Ve 22 letech, po službě v armádě 1898–1899, začal pracovat v sesterském ateliéru Šechtl & Voseček v Černovicích (tehdy zvaných Černovice u Tábora). V tom čase byl jeho otec Ignác na cestách s kamerou a jeho táborský ateliér provozoval partner Jan Voseček.

### Kariéra fotografa
Josef Jindřich měl ve fotografii široký záběr – portrét, reportážní fotografie, dokument (město Tábor), architektura, barevná fotografie, autochrom, pouliční fotografie fotoaparátem Leica a výtvarné fotografie ovlivněné piktorialismem (olejový tisk).
Fotografie v době 1897–1911 ze studia Šechtl & Voseček často nebyly podepsány a není úplně jasné, které pořídil Josef Jindřich a které Ignác. Brzy po startu kariéry začalo studio publikovat velkoformátové fotografické eseje ke zvláštním událostem a začalo produkovat pohlednice podepsané Šechtl & Voseček. Rané velkoformátové fotografické eseje byly: výstava v Sedlčanech, sokolský gymnastický slet, návštěva císaře Františka Josefa I. Každý soubor obsahoval kolem 20 fotografií. Pozdější eseje se rozrůstaly, např. místní výstava Tábor měla již přes 100 fotografií.
Hlavní příjem přinášela studiová práce, v níž Josef Jindřich vynikal. Navzdory malému městu byla jeho práce srovnatelná s nejlepšími českými portrétovými ateliéry. Jeho práce byla ovlivněna piktorialismem, používal různé vizuální pomůcky a dekorace pro zesílení vnímání personality portrétovaných, často s jemným smyslem pro humor. Svým uměním využívat světlo a kontrast dosahoval vynikajících výsledků.
Josef Jindřich se stal partnerem firmy Šechtl & Voseček v roce 1904. Kompletně převzal vedení roku 1911, po smrti svého otce Ignáce. Pod jeho vedením firma prosperovala. V roce 1906 otevřel filiálku v Pelhřimově. Práce studia prezentoval mimo jiné na rakouské výstavě v Londýně. V roce 1907 vybudoval nové moderní studio v centru Tábora.
Práce Josefa Jindřicha byla velmi ovlivněna Annou Stockou, která se stala jeho ženou v roce 1911. Anna milovala umění a díky jejímu šarmu se spřátelil i s Janem Vítězslavem Duškem, uměleckým sochařem. V roce 1912 se Josefu Jindřichovi a Anně narodila dcera Ludmila.
Josef Jindřich nenarukoval za 1. světové války a díky tomu mohl během této doby dokumentovat město Tábor, včetně požáru v roce 1917, jenž sice značně poničil ateliér, ale díky němuž vznikla unikátní fotoreportáž. Daleko větší katastrofou v jeho životě byla smrt Anny, která zemřela na onemocnění ledvin v roce 1925. Šest měsíců před smrtí porodila syna Josefa Ferdinanda Ignáce. Druhé manželství, uzavřené roku 1926 s učitelkou Boženou Bulínovou, již nebylo tak šťastné, a tak se Josef Jindřich začal daleko více věnovat práci než rodině. V roce 1928 si Josef Jindřich koupil fotoaparát Leica a začal fotografovat na kinofilm. Jeho kolekce poskytla pohled na každodenní život fotografa: dovolená v Jáchymově, v Jugoslávii i výlet na olympijské hry v Berlíně roku 1936 s přítelem Janem Vítězslavem Duškem, posléze i 2. světová válka a začátek komunismu v Čechách.
Nová komunistická vláda znárodnila všechny služby včetně fotografických studií. Firma Šechtl & Voseček byla znárodněna v roce 1951 a bývalý majitel dostal jen malou penzi. Zemřel v Táboře 24. února 1954 ve věku 76 let.

## Příklad díla

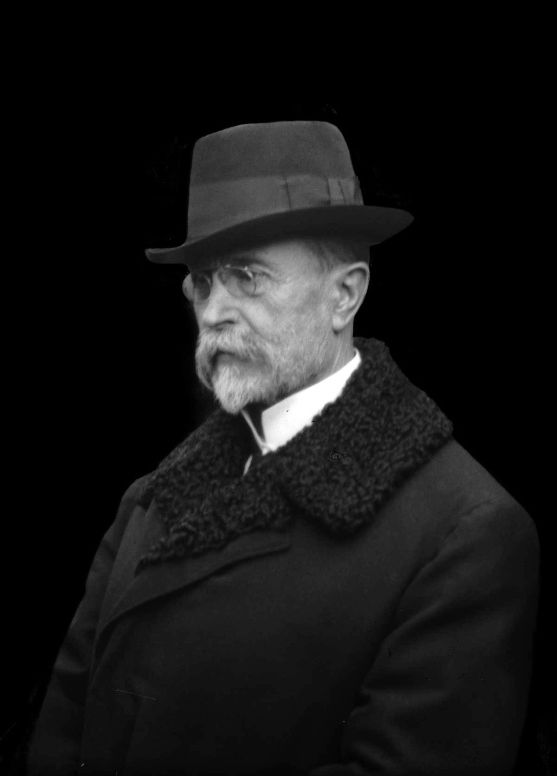
TGM v Šechtlově atelieru, 1918
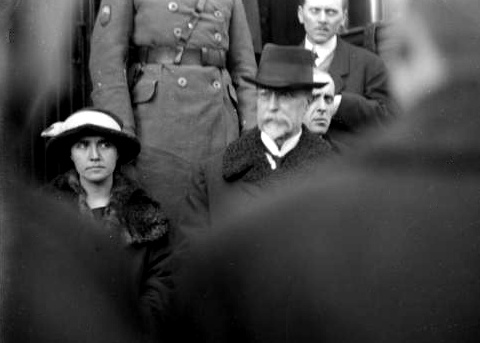
Návrat Tomáše G. Masaryka z exilu, zastávka v Táboře, 21. prosince 1918, vystupuje z vlaku, po jeho pravé straně dcera Olga, za ním zčásti skrytý syn Jan
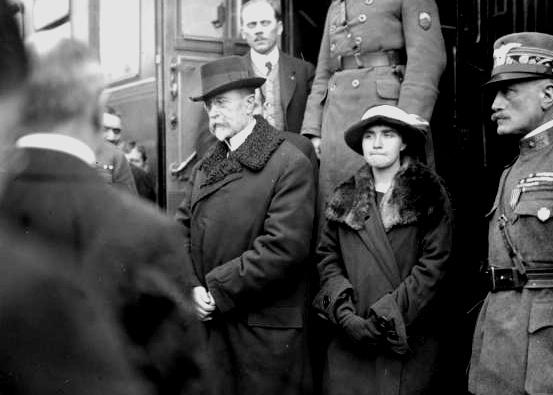
TGM vystupuje z vlaku, dcera Olga po jeho levé straně
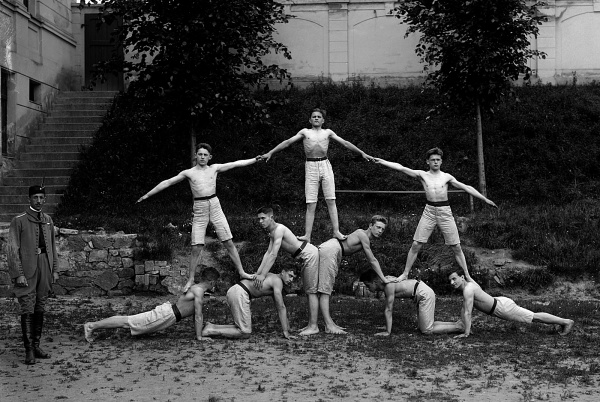
Členové Sokola staví pyramidu z lidí, 1924.
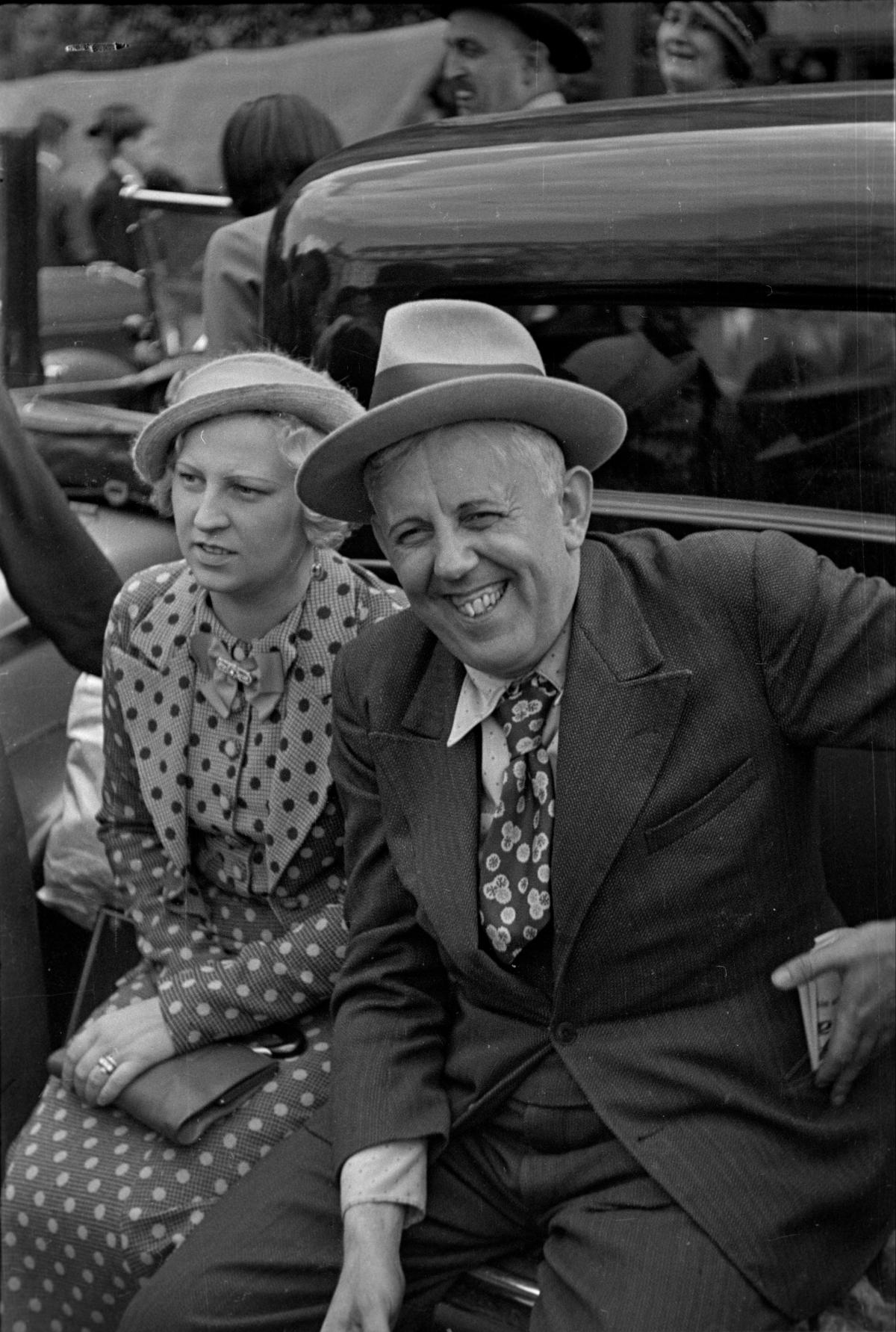
Herec Ferenc Futurista, 1934
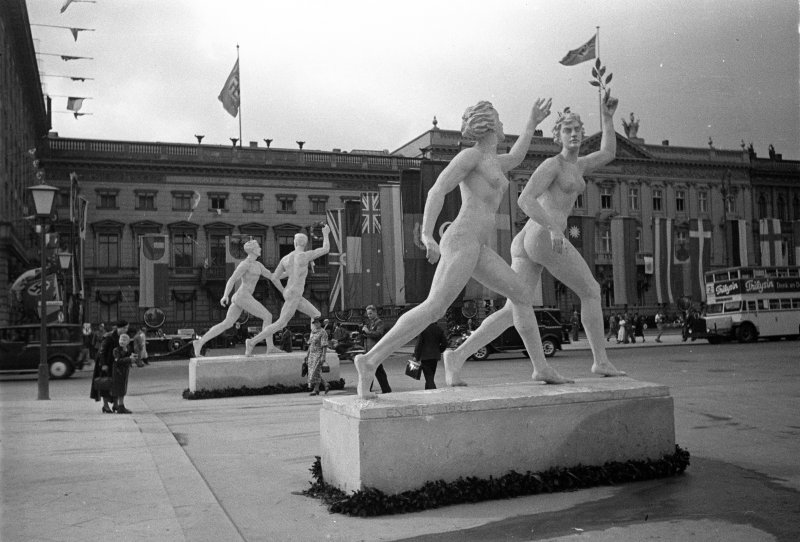
Letní olympijské hry 1936, Berlín, 1936